# Неарх

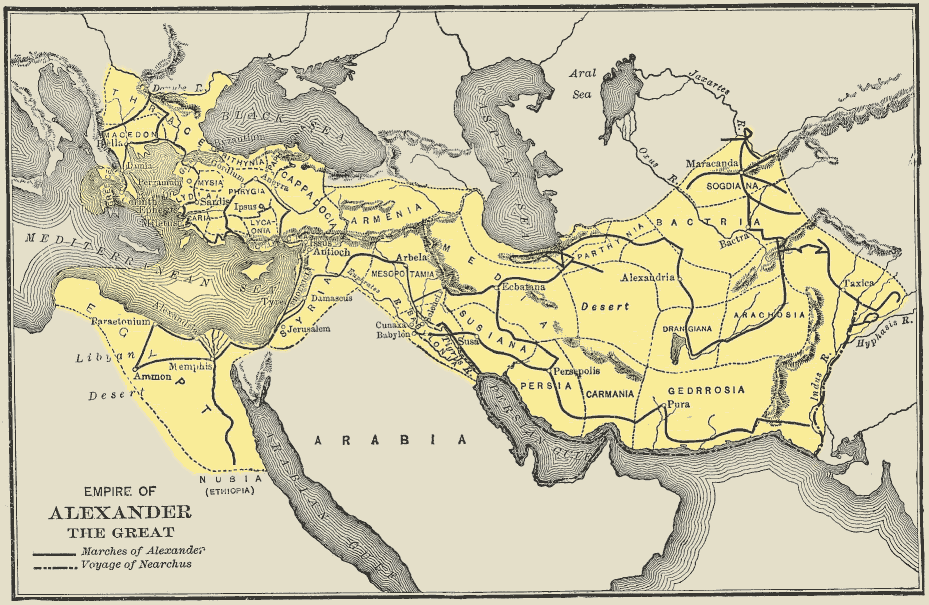
Карта із зазначенням рейсів Неарха і походів Александра

Неарх (грец. Νέαρχος Nearchos; 360—300 до н. е.) — полководець, мореплавець і сподвижник Александра Великого. Його знаменитий похід з Індії в Сузи описано в книзі Арріана Флавія Indica.
Уродженець Лато на Криті, його родина оселилася в Амфіполісі в Македонії у час панування Філіпа II (мабуть, після взяття міста у 357 році до н. е.).Неарх майже напевно був старшим за Александра, як і Птолемей.
Неарх, разом із з Птолемеєм, Ерігіусом, Лаомедоном та Харпалусом, був одним з «наставників» Александра — і був, урешті-решт, засланий Філіпом. Невідомо, де проходило заслання, але воно було скасовано після смерті Філіпа.
Потім Неарх був призначений сатрапом Лікії та Памфілії в 334 / 3 р. до н. е. , один з найбільш ранніх сатрапів, призначених Александром. У 328 до н.е. він був звільнений від займаної посади і повернений Александром до Бактії, привізши з собою підкріплення . Після облоги Аорнуса Неарх було відправлено на чолі розвідки — особливо, щоб дізнатися про слонів.
У 326 р. до н. е., Неарх був адміралом флоту, який Александр побудував на Джеламі.
Під час подорожі деякі кораблі отримали пошкодження, а Неарху було доручено залишитися для спостереження за ремонтом, перш ніж продовжити шлях. Це, можливо, вказує на деякі знання про суднобудування, але він навряд чи мав тільки одну кваліфікацію.
Під час індійського походу 327 р. він був хіліархом . При поверненні грецького війська з Індії в Малу Азію Неарх був призначений командиром всього грецького флоту і отримав наказ досліджувати берегову смугу Індійського моря аж до Перської затоки. У вересні 325 р. Неарх виїхав з гирла Інду і, після багатьох небезпечних пригод, пристав до берега Караманов, у гирла річки Анаміс, на відстані п'яти денних переходів від місця стоянки царя, який незабаром після відплиття Неарха втратив з виду флот і вкрай турбувався про його долю.
Александр, під час переходу по пустелі Гедрозії, втратив майже 3/4 свого війська, тим часом як флот без перешкод дійшов до Перської затоки. Радість царя при зустрічі з Неархом була до того велика, що він не погоджувався більше піддавати своїх моряків небезпекам морської подорожі, але Неарх переконав царя дозволити йому вирушити до Тигру, вздовж східного берега Перської затоки, і вдало здійснив цей перехід. Після цього Неарх прийняв нове доручення царя — дослідити узбережжя Аравії і Африки, але смерть Александра зруйнувала план експедиції. Після смерті Александра Неарху дісталися в управління Лікія і Памфілія. У боротьбі діадохів Неарх не брав участі, хоча стояв на боці Антигона. Свою подорож уздовж Індійського узбережжя від Інду до гирла Тигра він описав у творі, названому (ймовірно) Περίπλους, яким користувався Страбон і частина якого збережена у Аррвіана («Indica»).